# 懲役339年
『懲役339年』（ちょうえき339ねん）は、伊勢ともかによる日本の漫画作品。『裏サンデー』（小学館）及び『マンガワン』にて、2014年5月2日から2015年6月5日まで連載。

## 概要
五部作からなる「大犯罪者ハロー」とそれを取り巻く人々の物語。元々は、裏サンデーが2013年9月13日から2013年12月23日に開催した『第2回連載投稿トーナメント』の応募作品の1つであったが、140作品の中を1回戦・2回戦・3回戦とも1位という成績で勝ち抜き優勝。そのまま連載化された。作者の伊勢ともかによると、トーナメントに応募する前までは、持ち込みなど漫画家の道を目指すどころか、同人誌等、漫画を描いた経験も無い素人状態であり、大学卒業後の進路が決まっていなかったため、優勝を機にそのまま漫画家になったと話している。

## あらすじ
“教典”に記された神の教えを真理とする国。“魂の輪廻”・“生まれ変わり”も、この国の人々にとってはひとつの真理であった。自らの犯した罪により、懲役339年もの途方もない刑を課せられることとなった大犯罪者・ハロー。彼は20年服役した後死亡するが、319年もの刑期を残した魂は未だ浄化されておらず、すぐさまハローの“生まれ変わり”とされる赤子が、同じ監獄に収監される。永い年月の中、幾人かの“ハロー”とそれを取り巻く人々が紡ぐ物語。

## 登場人物

### ハロー
ハロー・アヒンサー（初代）
悪逆の限りを尽くし、神の教えにも背いたとして懲役339年を言い渡された大罪人。彼はこの国で初めて「神」「転生」「教典」を否定、同様の思想を持つ者達と結託して反乱を起こしたが失敗し、皇憲隊に捕らえられた。一般には冒頭に書いたような大悪人として知られているが、彼が行動を起こすに至った動機や思想は、国が何十年にも渡り隠蔽し続けているため今ではあまり語られることはない。パタ・A・ショートは彼のことを”革命家”と評している。33歳の時南の監獄にある長期囚棟へ収監され、20年服役した後、53歳で発狂し獄中死した。当時の刑務所長によれば、彼はひどく手を焼く囚人だったらしく、またあまりの刑期の長さから、他の囚人たちから一目置かれていたという。
ハロー（二代目）
初代ハローが死んだ直後西の田舎町で発見され、「赤毛」「金の瞳」「脇腹の痣」などの身体的特徴が初代ハローと一致していたことから、ハローの生まれ変わりと判断され、出生間もないにもかかわらず南の監獄へ収監される。第一部冒頭時点での年齢は10歳。発育の関係か身長は114cm（2年後128cm）と非常に低い。最低限の生き方しか教わっていないため話すことができず、意思疎通も困難だが、昆虫に目を輝かせるなど極普通の少年らしい表情も見せる。好きな食べ物はイチジク。監獄内でノミによる病気が流行った際、ノミの寄生主であるネズミを飼っていたことで病気に感染。もともと身体が丈夫ではなかったこともあり、7月13日、12年というあまりにも短い生涯を閉じた。
ハロー（三代目）
第二部冒頭時点での年齢は23歳。体格は188cmの大柄でたくましく、厳つい顔つきをしているが、心優しく他の囚人からの信頼も厚い。クルミやライ麦のパンなどが好物。前世での罪を償うために、毎日自由時間になると真っ先に祈教室へ向かい、祈りを捧げている。外の世界を知らない彼にとって”教典”が彼の価値観の基準であり、答えであった。しかし東の監獄から移送されてきたパタ・A・ショートの一味やコーヤと接し、彼は償いの意味、ひいては生きる意味を見失い苦悶する。そんな彼に手を差し伸べたのは、刑務所長となったアーロックだった。以降、彼とアーロックは良き友人となったようである。45歳まで生きた後、惜しまれながらこの世を去る。亡くなる2年ほど前から教典を持ち歩かなくなったようだが、これはアーロックが亡くなった時期と一致している。今際の際に、誰にともなく「ありがとう」とつぶやいたという。
ハロー（四代目）
歴代ハローの中で初めての女性。19歳。自らに課せられた過酷な運命を感じさせない、明るさと前向きさを持つが、年に何十回も教戒を受けさせられるなど問題児な一面もある。食い意地が張っており、彼女曰く”成長期”であるものの、発育はあまり良くない模様で、本人もそれを気にしている。房が隣のナコナと仲がよく、自身は字が読めるため、彼女宛に外の恋人から送られてきた手紙を代わりに読んであげ、その見返りとしてパンを貰っている。ある偶然から教父の代わりを務めたシナトの教戒を受け、二人は知り合うことになる。以来彼女はシナトのことを「くん」付けで呼ぶようになる。隣国との開戦に際し、シナトの手引きにより脱獄。共に逃亡を図るが、シナトに連れられていった麦畑で皇憲隊に捕捉され、銃殺される。
ハロー（五代目）
髪の色や顔の傷、黒い右目と金の左目のオッドアイである点など、歴代のハローとは特徴が違うが、父親は革命組織「メーゲン」の元リーダー・ウマリモであり、国にとって非常に危険な存在であるウマリモの尻尾をつかむため、息子である彼を”大犯罪者ハロー”に仕立てあげられた。顔の左側にある傷は、歴代ハローの特徴である「金の瞳」を造るために、意図的に薬品をかけられついたものである。16歳。好物は鶏肉。都の監獄に収監されていた時は、ディスコ率いる監獄内最大派閥に所属。ディスコとはお互い強い信頼関係で結ばれており、それ故囚人の刑務の振り分けや、派閥に楯突くものに対しての「みせしめ」を行うなどの重要な仕事を任されていた。まだほんの少年であるが、新しい仕事をくれるようディスコに頼み込んだり、咳き込みながらも無理にタバコをふかしたりと、背伸びしようとする健気な一面も。獄中でメーゲンのメンバー・マッツと出会い、彼から教えられた転生や自らの出生の真実、そしてマッツの死を経て監獄から脱走、メーゲンと合流し、六年後の第五部では「メーゲン」のリーダーとして登場する。
ハロー（六代目）
法皇の起こした奇跡により、自らの前世を思い出したとされる少女。6歳。甘いお菓子が好物。前世の記憶を持つものは「聖人」として扱われるため、大罪人でありながら「奇跡の巫女」と呼ばれている。そういった特殊な境遇を除けば、立ち居振る舞いは極普通の少女。頭に教典のシンボルを2つに割ったような飾りをつけている。法皇の威光を取り戻すため、オレンジマンの提案によりハロー・アヒンサーとして仕立てあげられた、造られた存在。その役割を果たすため、「ハロー」としての記憶を洗脳のような形で覚えこまされており、また記憶の定着のため週に3回、法皇ユースティティア8世と対面している。

### 南の監獄
アーロック・ベルマーク
第一部で、南の監獄に配属された新人看守。配属されて早々、大犯罪者ハローの生まれ変わりである二代目ハローの、初刑務を監督することとなる。子供のころ事故で弟を失っており、それが自分の責任によるものだとして深く悔いている。またその経験から、魂が汚れているとはいえ罪の記憶もないまま一生を塀の中で終えなければいけないであろう二代目ハローに対し、複雑な感情を抱いた。自らの前世については知らなかったが、二代目ハローを看取った後、出生局へハローの死亡報告書とともに、自分の前世について照会依頼を送っている。
第二部では、刑務所長となっており、囚人の更生を第一に考える人情派の刑務所長として知られており、南の監獄は彼の方針で囚人にも自由時間が与えられている。“南のアーロック”として囚人たちの間でも有名になっている。第二部で東の監獄から移送されてきたパタ・A・ショートを始めとする一味が三代目ハローを罠にはめて殺そうとしたが、彼の働きにより三代目ハローは危機を脱し、パタ一味は東の監獄へ送り返されることとなった。償いの意味を見失った三代目ハローに、生きる意味を解く。
シナト・ノア
第三部にて、南の監獄に務める刑務官。24歳。好きな食べ物はキノコのスープ。商人の息子であるが、親との関係は良くない模様。前世が”高名な教父”とされ、母は彼を熱心に神学校へ通わせた。しかし彼自身は小さなころより”生まれ変わり”をはじめ教典の教えについて懐疑的であり、神学校を卒業しながらも「正反対の場所のような気がした」という理由で監獄へ務めることを選んでいる。そういった経緯から、ミョンドのような”前世”を鼻にかけ”今”を誇れないものに対しては、厳しい態度で当たる。”皇憲隊”のオレンジマン大尉とは神学校時代共に学んだが、思想が正反対とも言える彼のことをシナトは敬遠している。書庫を整理している途中に、昔の刑務所長が記した手記を見つけ、そこから現在出生局がまともに機能していないことを知った。偶然から大犯罪者ハロー（四代目）の教戒を担当することになり、それがきっかけで彼女のことを気にかけるようになる。隣国との戦争に際し、監獄に囚人を残して刑務官たちは退避せよとの命令が出た時には、自らの信念に基づきハローの脱獄を手引き、共に逃亡する。しかしハローとの約束を果たすため訪れた麦畑で皇憲隊の待ち伏せにあい、銃殺されてしまう。

### 皇憲隊
オレンジマン・トワイロード
法務庁管轄特別部隊”皇憲隊”所属、階級は大尉。25歳。好物はミカン。神学校時代のシナトの知人だが、当のシナトはオレンジマンのことを「いけ好かないやつ」と煙たがっている。表向きには教典の教えに忠実な思想の持ち主であるが、その実信仰心は全くないと言っても良い。彼にとって教義の正誤はさしたる問題ではなく、世界にとって必要なことが真理であり、信仰さえもひとつの道具にすぎない。前世は、現役時代一度も任務に失敗することがなかったという国軍の軍人「シュワルツ大将」。現世でも将来的に相応の地位が約束されており、現時点では大尉という地位でありながら、多くの軍人を動かすことができる。隣国との戦争が始まるのに際し、囚人を残して職員たちは逃げるよう南の監獄へ通知に訪れた。皇憲隊の目的は「四代目ハローを戦火に巻き込まれる形で死亡させる」ことであったが、オレンジマンの煽動もありシナトがハローを脱獄させ共に逃亡。皇憲隊らは二人を待ち伏せし、銃殺した。
第四部では皇憲隊隊長にして少将になり、都の監獄から五代目ハローが脱走したという事実を隠蔽するため、自らの息のかかった隊員をレッズに同行させ監獄内の囚人や職員らを皆殺しにし、さらにその責任をレッズに負わせ彼を国軍へと左遷するなど、より強大な権力を手にしている。
第五部では中将になり、国民の信仰や法皇ユースティティア８世の威光を取り戻すため、”奇跡の巫女”（六代目ハロー）を造り上げる計画を進言。六年かけて国民らを煽動することに成功する。法皇はまだ幼く大神官らの傀儡も同然であり、その大神官らもオレンジマンの意見を重用するため、国に対して大きな影響力を持っていると行っても過言ではない。合理的とも言える冷徹さは相変わらずで、近しい部下であったドミノの死でさえも計画に利用した。”転生”に関して独断で決定できるほどの権限を持っている模様。47歳。「大祭典」にて、警備兵指揮権を要求に現れた国軍大将アグリーに対しあっさりと身を引く。しかしその裏では何事か暗躍しており、五代目ハローら「メーゲン」が演説のため現れた際、逃亡を止めようとしたアグリー達国軍の軍人たちを背後から射殺。さらに現場に居合わせた皇憲隊隊員も殺害してしまった。その後法皇救出臨時連隊の指揮を拝命、一時的に大将へと昇格する。

### 法皇
ユースティティア8世
第五部で登場する法皇。12歳。緑がかった髪と瞳を持つ。法皇とはいえまだ幼く、口調こそ尊大であるものの、言動の中身は子供のそれである。しかしそういった面は肉体的な幼さの一部として捉えられるため、民衆は法皇への畏敬の念は忘れない。甘いものと仔羊のステーキが好物だが、ニンジンが苦手。大犯罪者の生まれ変わりでありながら、「奇跡の巫女」として何かと接する機会の多い六代目ハローを見下したりするような発言が多い。「大祭典」２日目、乱入してきた五代目ハローやオレンジマンとのやりとりを目の当たりにし、自分が何者であるのかを見失い大いに混乱する。国に残るか「メーゲン」に同行するかの選択を迫られ、結果六代目ハローとともに「メーゲン」に同行することになる。

## 書誌情報
- 伊勢ともか 『懲役339年』 小学館〈裏少年サンデーコミックス〉、全4巻
  1. 2014年8月18日発売 ISBN 978-4-09-125237-1
  2. 2014年12月12日発売 ISBN 978-4-09-125546-4
  3. 2015年4月10日発売 ISBN 978-4-09-126038-3
  4. 2015年8月12日発売 ISBN 978-4-09-126290-5

## 評価
ダ・ヴィンチとniconicoが企画した“次に流行るであろうマンガ”を決める『次にくるマンガ大賞』で9位を獲得した。
さらに、iTunes、App Storeのスタッフが選んだ「今年のベスト」（2014年版）書籍のマンガ部門において9位を獲得した。
ジャニーズ事務所に所属する俳優の風間俊介は、2020年7月12日に放送された日本テレビのバラエティ番組「ニノさん」において、本作を自身が推薦する漫画として紹介した。風間は本作について「主人公が第6代まで変遷するにもかかわらず単行本全4巻で完結するスピード感と、作中で否定したものを肯定もするような結末が秀逸である」と語った。著者の伊勢は「風間が声優として演じた遊☆戯☆王の武藤遊戯が大好きなので、紹介されると聞いて驚いた。嬉しい」と述べ、紹介後に伊勢は風間へサインを贈呈した。